# Комаров, Геннадий Афанасьевич
Геннадий Афанасьевич Комаров (31 мая 1933; Кабань, Пресногорьковский район, Кустанайская область, Казахская ССР, СССР — 6 декабря 2023; неизвестно) — советский и российский поэт, член Союза писателей России (2000), лауреат премии имени Д. Н. Мамина-Сибиряка (2012), лауреат литературной премии «Светунец».

## Биография
Родился 31 мая 1933 года в селе Кабань Пресногорьковского района Кустанайской области.
Учился у себя в селе. Окончил начальную школу, после чего продолжил учёбу в средней школе районного центра. В 1952 году после окончания средней школы был призван на военную службу в Германию. После демобилизации с 1956-го года по 1996-й год трудился на Челябинском металлургическом заводе. Печатался в различных газетах, например в армейских: «Доблесть», «Советская армия», были его работы и в журнале «Советский воин». Такие газеты, как «Челябинский рабочий» и «Вечерний Челябинск» также не были исключением.
Ушёл из жизни 6 декабря 2023 года в возрасте 90 лет.

## Достижения

### Награды
- Орден Трудовой Славы III степени[2].

### Звания
- Лаурает премии имени Д. Н. Мамина-Сибиряка за сборник избранных стихотворений «Над серостью полей», продолжающий традиции отечественной гражданской лирики (2012)[2].
- Лауреат литературной премии «Светунец» за активное участие в работе по увековечиванию и пропаганде творческого наследия поэта В. А. Богданова[2].

## Издательства
- Anatoliĭ Belozërt︠s︡ev. Священного призвания стихия: о жизни и творчестве поэтов Южного Урала. — Челябинский дом печати, 2005. — 424 с. — ISBN 978-5-85070-115-4.
- Стихи. В сб. «Времен невидимая связь». Ч.: ЮУКИ, 1977.
- Стихи. В сб. «Вдохновение». М., 1979;
- Стихи. В сб. «Светунец». Ч.: ЮУКИ, 1982;
- Стихи. В сб. «Окна». Ч.: ЮУКИ, 1983.
- А сердце памятью живет: Стихи и поэмы; Ч.. 1996;
- В день рождения Кота: Стихи Ч., 1997;
- Поздний цвет: Стихи. Ч., 1998;
- Когда улетают журавли: Стихи и поэмы. Ч., 2000.
- Комаров Геннадий Афанасьевич // Хрестоматия по литературе родного края : 1-4 класс / сост. А. Б. Горская, Н. А. Капитонова, Т. Н. Крохалева. – Челябинск : Взгляд, 2002. – С. 319
- Над серостью полей : стихи. Ч.: ЮУКИ, 2004.
- Лит.: Картополов И. Поэзией призванный// ВЧ-1972. 24 янв;
- Колягин М. Открытие Комарова// ВЧ. 1974. 9 марта;
- Камский А. Трудное счастье.//Ч Р. 1977. 18 дек
- Соч.: А сердце памятью живет: Стихи и поэма. Ч., 1996; В день рождения Кота: Стихи Ч., 1997; Поздний цвет: Стихи. Ч., 1998; Когда улетают журавли: Стихи и поэмы. Ч., 2000. Лит.: Картополов И. Поэзией призванный // ВЧ. 1972. 24 янв; Колягин М. Открытие Комарова // ВЧ. 1974. 9 марта; Камский А. Трудное счастье // ЧР. 1977. 18 дек.